# An anomalistic
Un an anomalistic este, în astronomie, durata dintre două treceri succesive ale Pământului la periheliul său.
Orbita terestră fiind eliptică, distanța dintre Pământ și Soare nu este constantă. Punctul de pe orbita terestră cel mai apropiat de Soare, periheliul, este considerat pentru determinarea unui an anomalistic. Din cauza influenței gravitaționale a celorlalte planete din Sistemul Solar și a unui efect relativist explicabil în relativitatea generală, periheliul Pământului avansează în sensul revoluției terestre (în raport cu stelele, care se presupun aici fixe): precesia periastrului. Anul anomalistic este în consecință mai lung decât anul sideral, cu 4 minute și 43 de secunde, în epoca actuală.
În 2000, valoarea anului anomalistic era de 365,259 635 864 de zile, adică 365 de zile 6 ore 13 minute și 52,539 de secunde.